# Geografia del Marroc

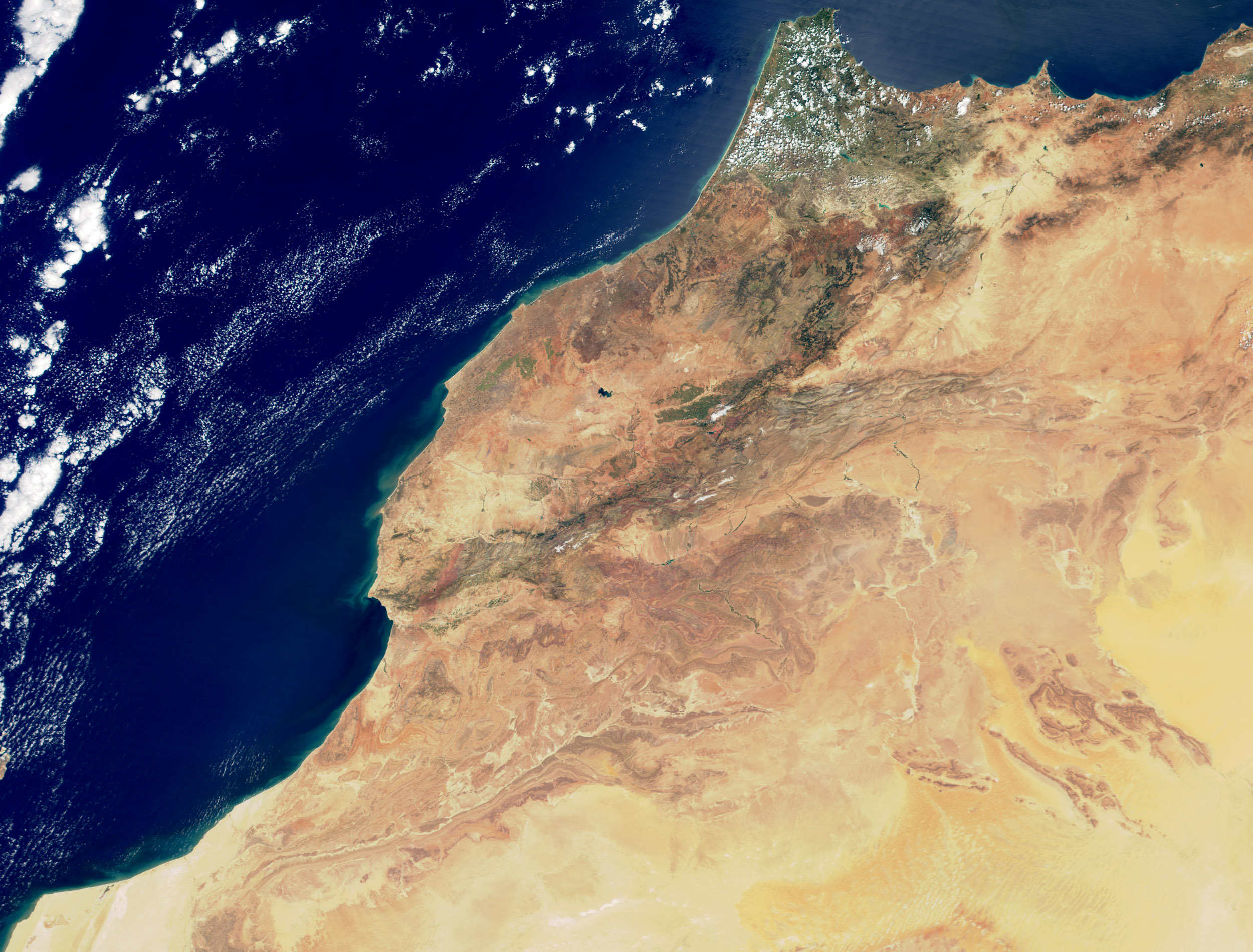
Imatge tricolor del Marroc de Terra spacecraft.

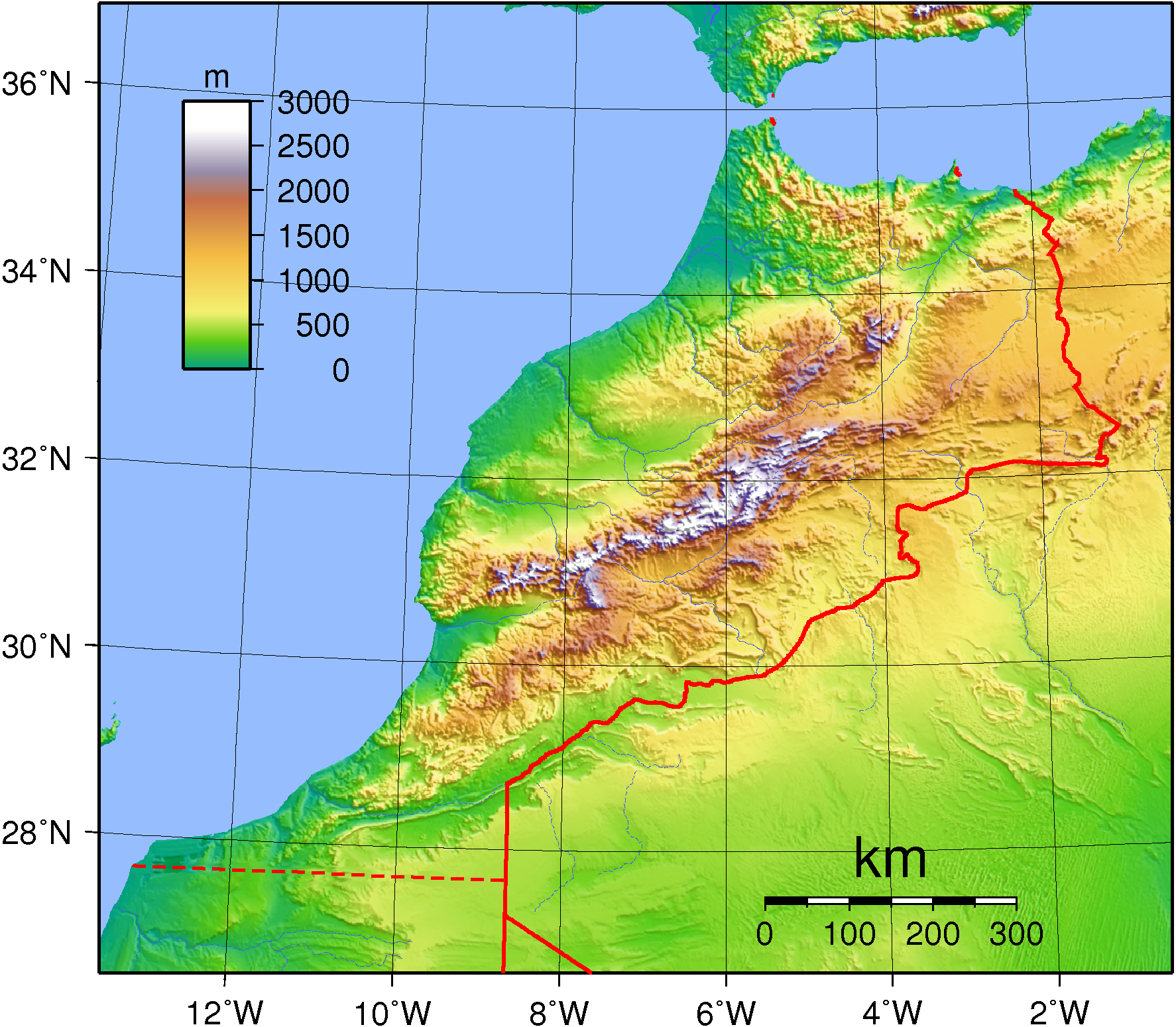
Topografia del Marroc.

El Marroc limita al nord amb el mar Mediterrani i l'oceà Atlàntic, units per l'estret de Gibraltar. Al sud amb el Sàhara Occidental (El territori de l'antic Sàhara espanyol està ocupat actualment gairebé íntegrament pel Marroc, encara que la sobirania marroquí no és reconeguda ni per les Nacions Unides ni per cap país del món, i és rebutjada pel grup independentista Front Polisario, que va proclamar la seva independència el 1976 creant l'estat de la República Àrab Sahrauí Democràtica (RASD), reconeguda fins ara per 82 països) i a través d'aquesta amb Mauritània. A l'est limita amb Algèria i a l'oest amb l'oceà Atlàntic.

## Relleu
El seu relleu és majoritàriament muntanyenc i l'altitud mitjana és d'uns 800 metres sobre el nivell del mar. Dues cadenes muntanyoses, al llarg de la costa nord (el Rif) i del centre, divideixen el Marroc en dues parts: l'oriental i l'atlàntica, més muntanyosa. La muntanya més alta és el Toubkal, que arriba als 4.162 metres d'altitud.

## Dades bàsiques
- L'extensió del seu territori és de 458.730 km².
- Les seves principals ciutats són Casablanca, Fes, Marràqueix, Meknès i Rabat.

## Galeria d'imatges

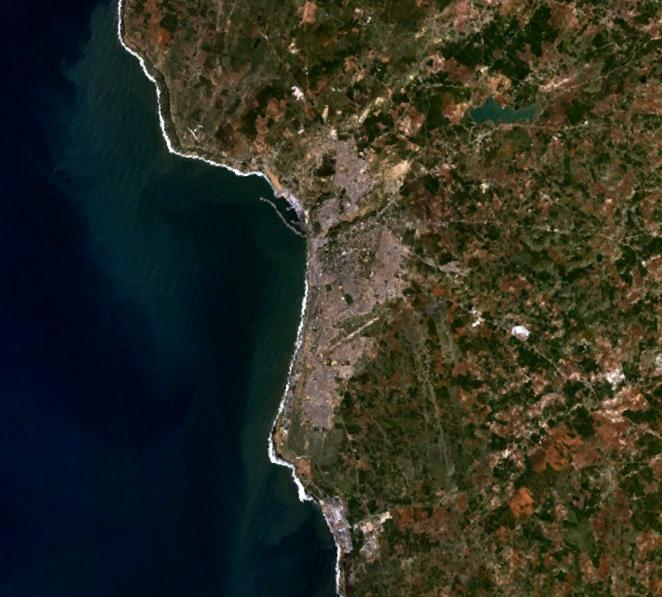
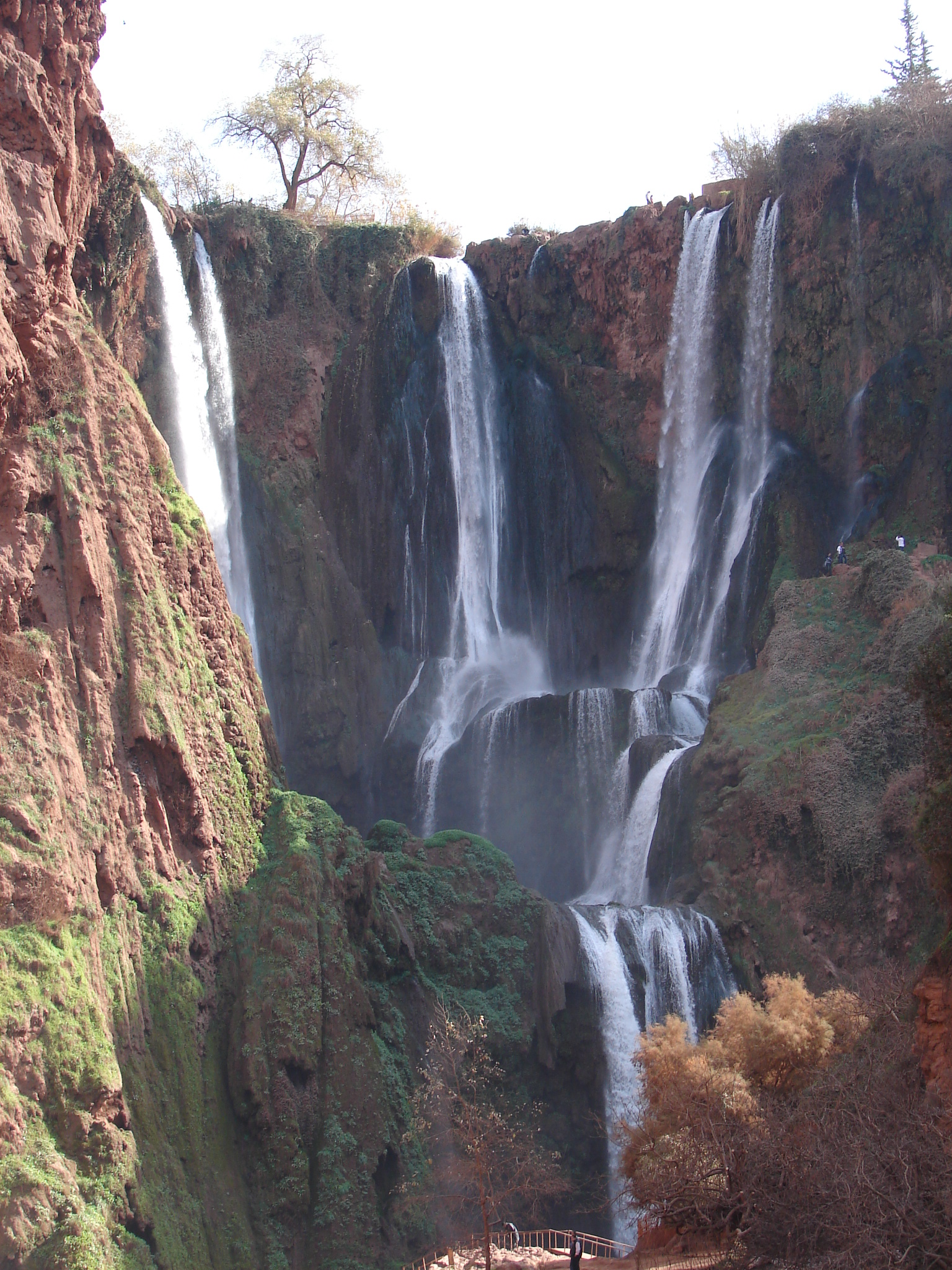
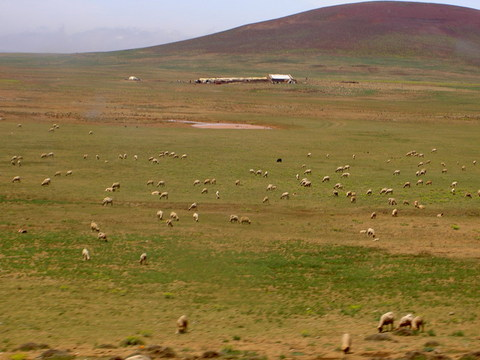
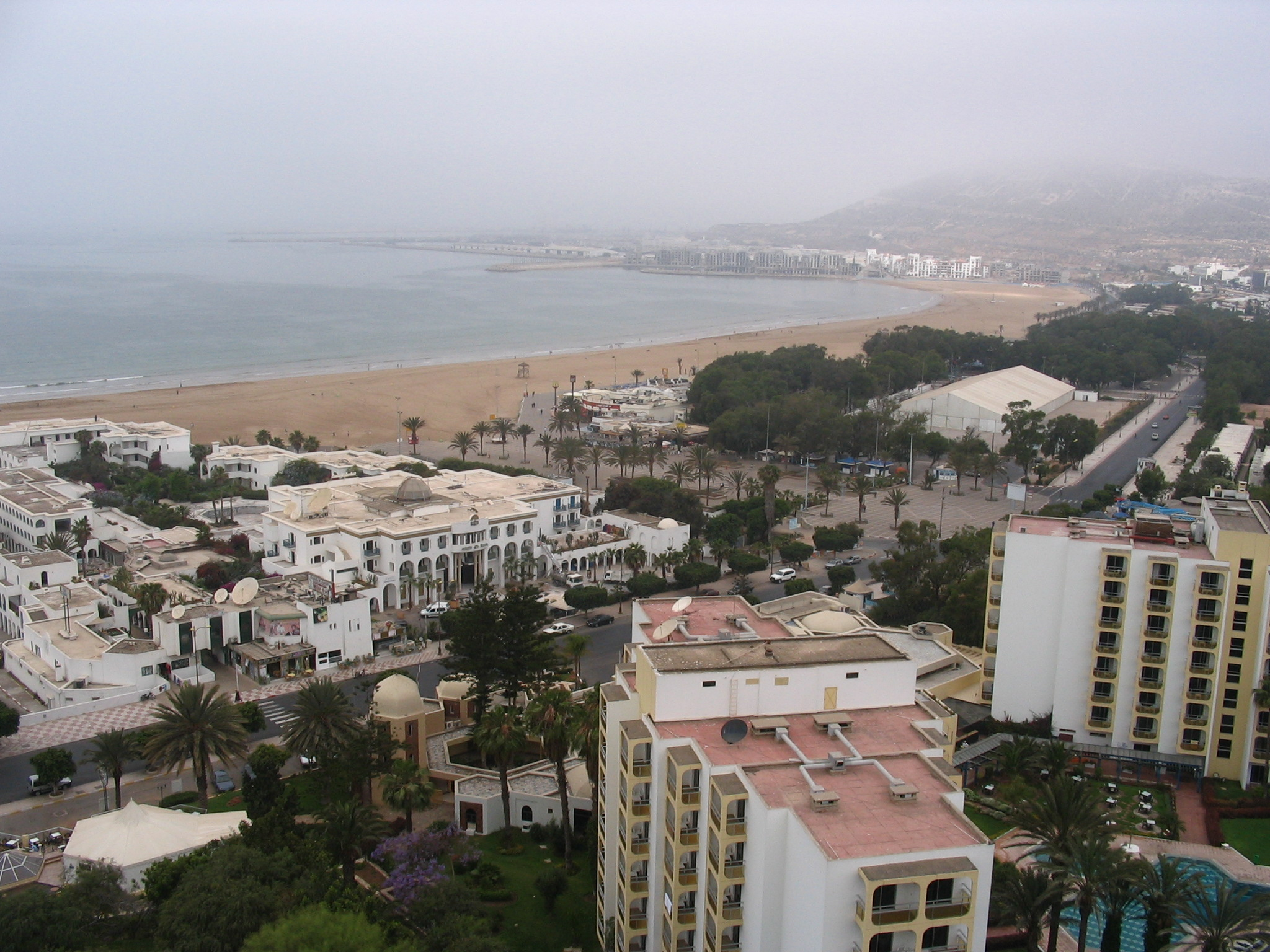
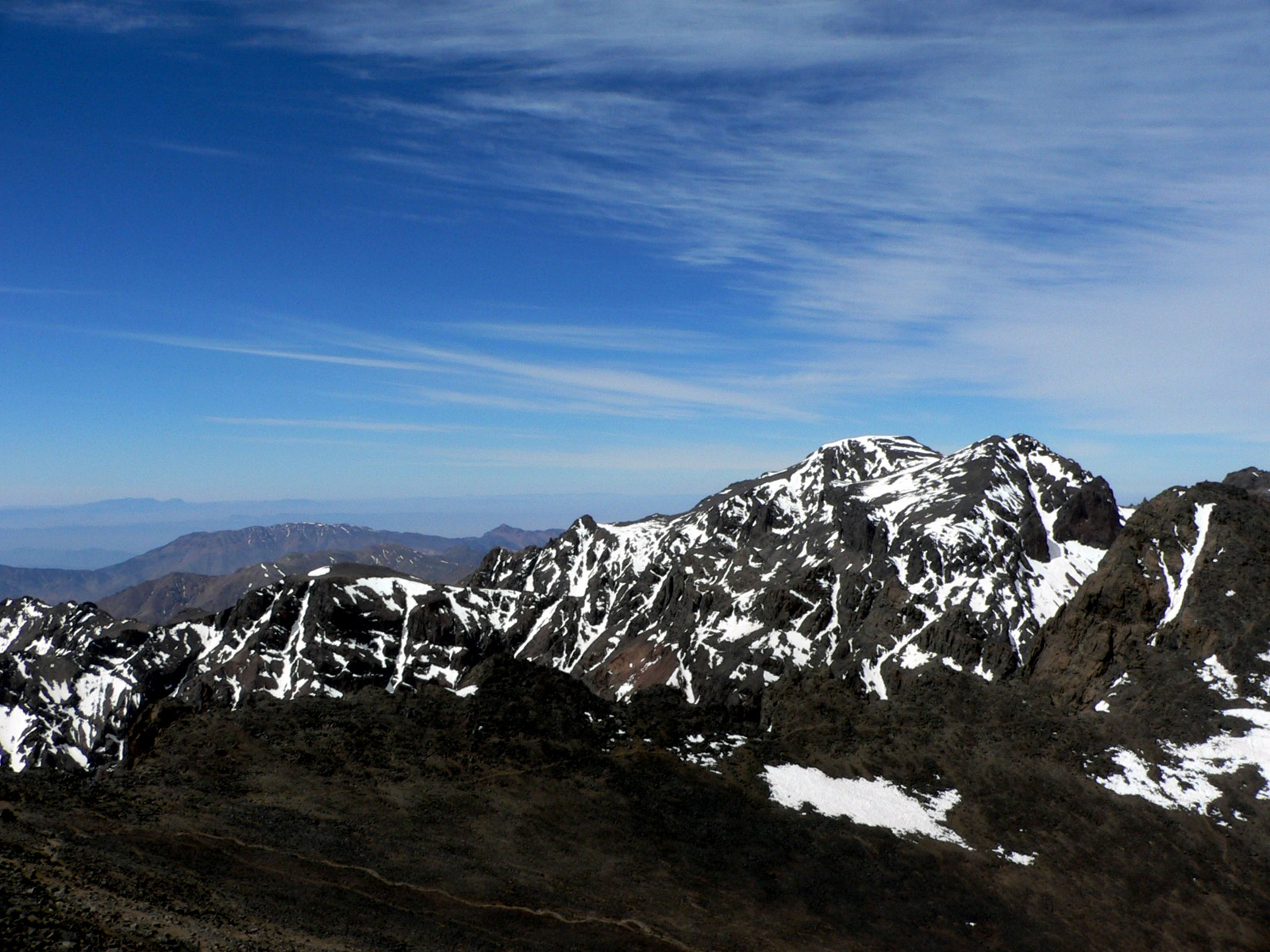
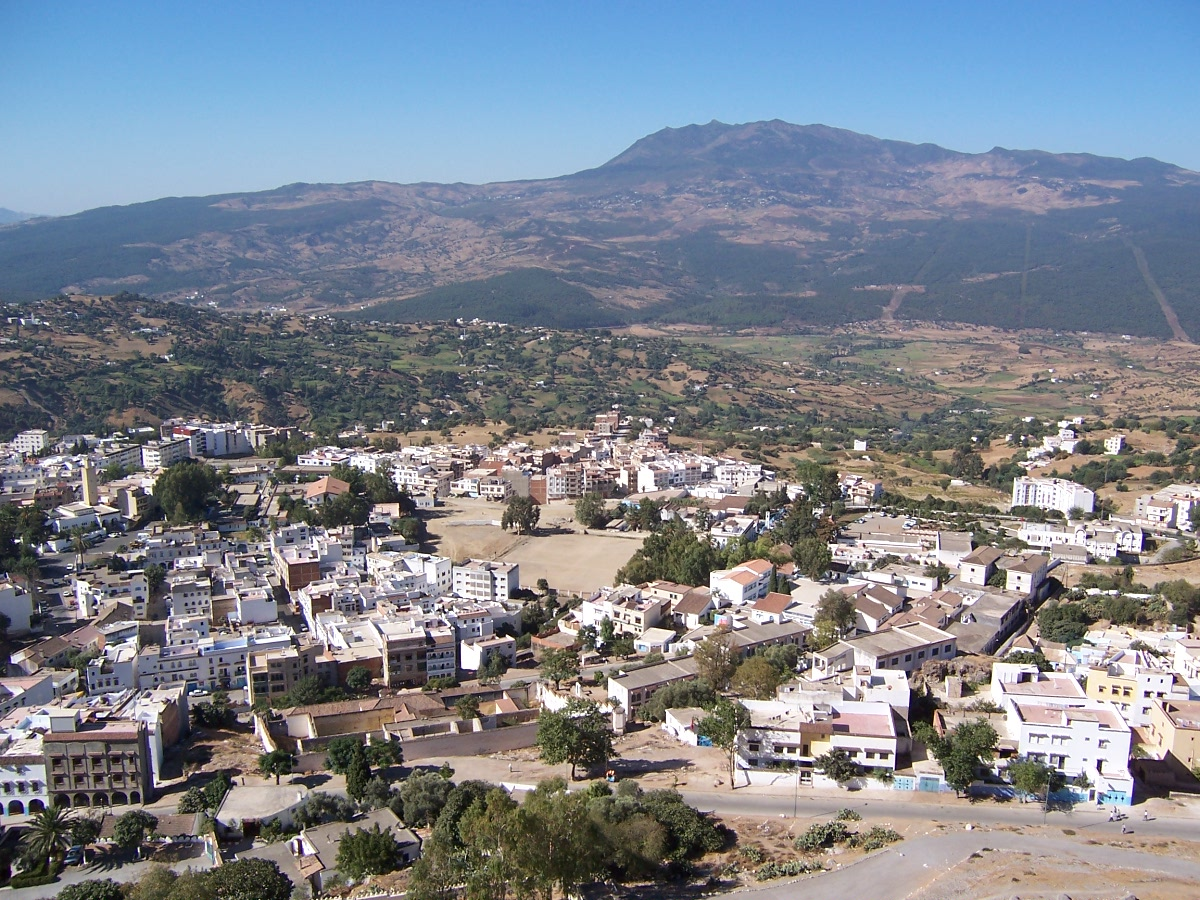
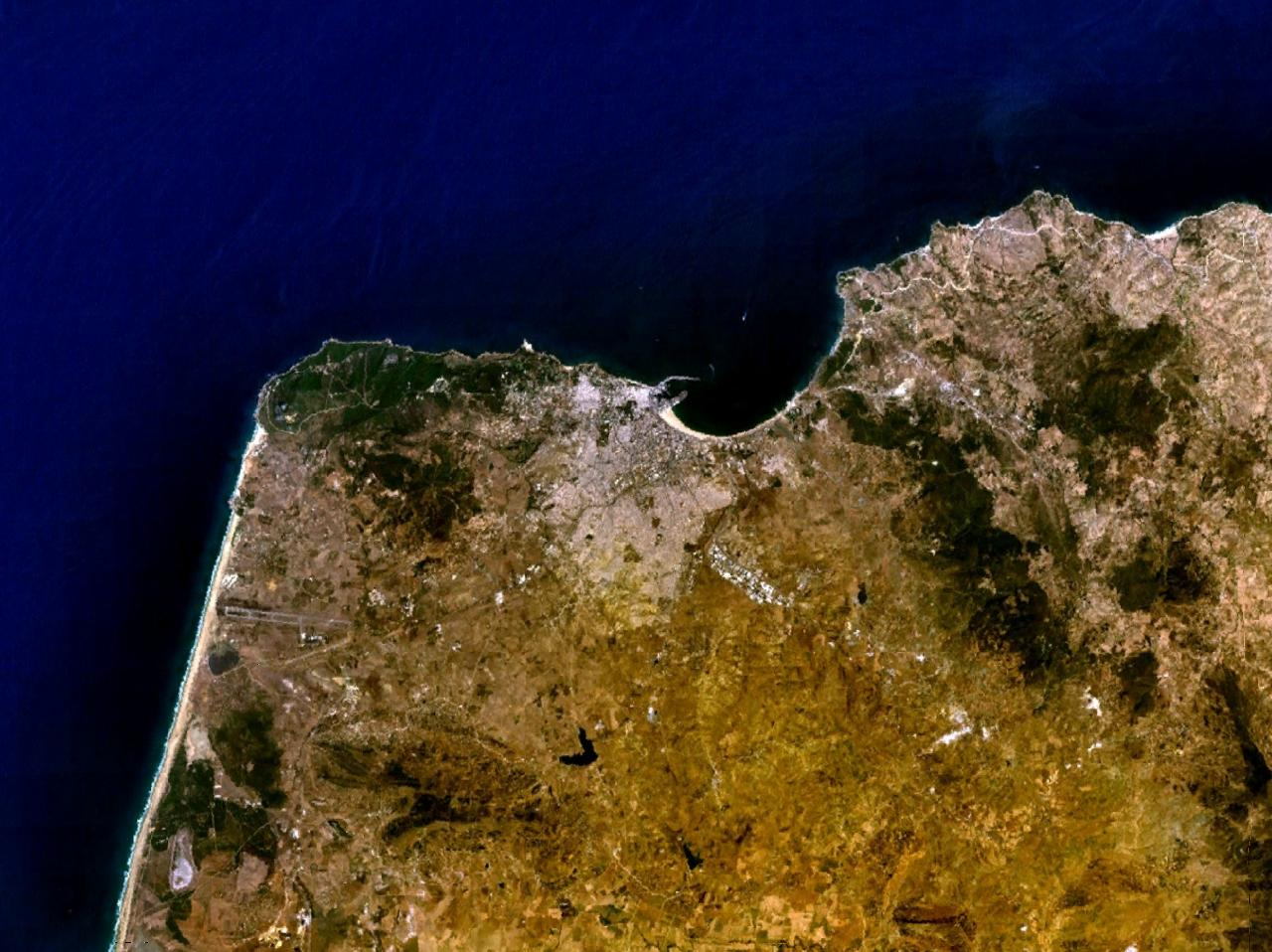
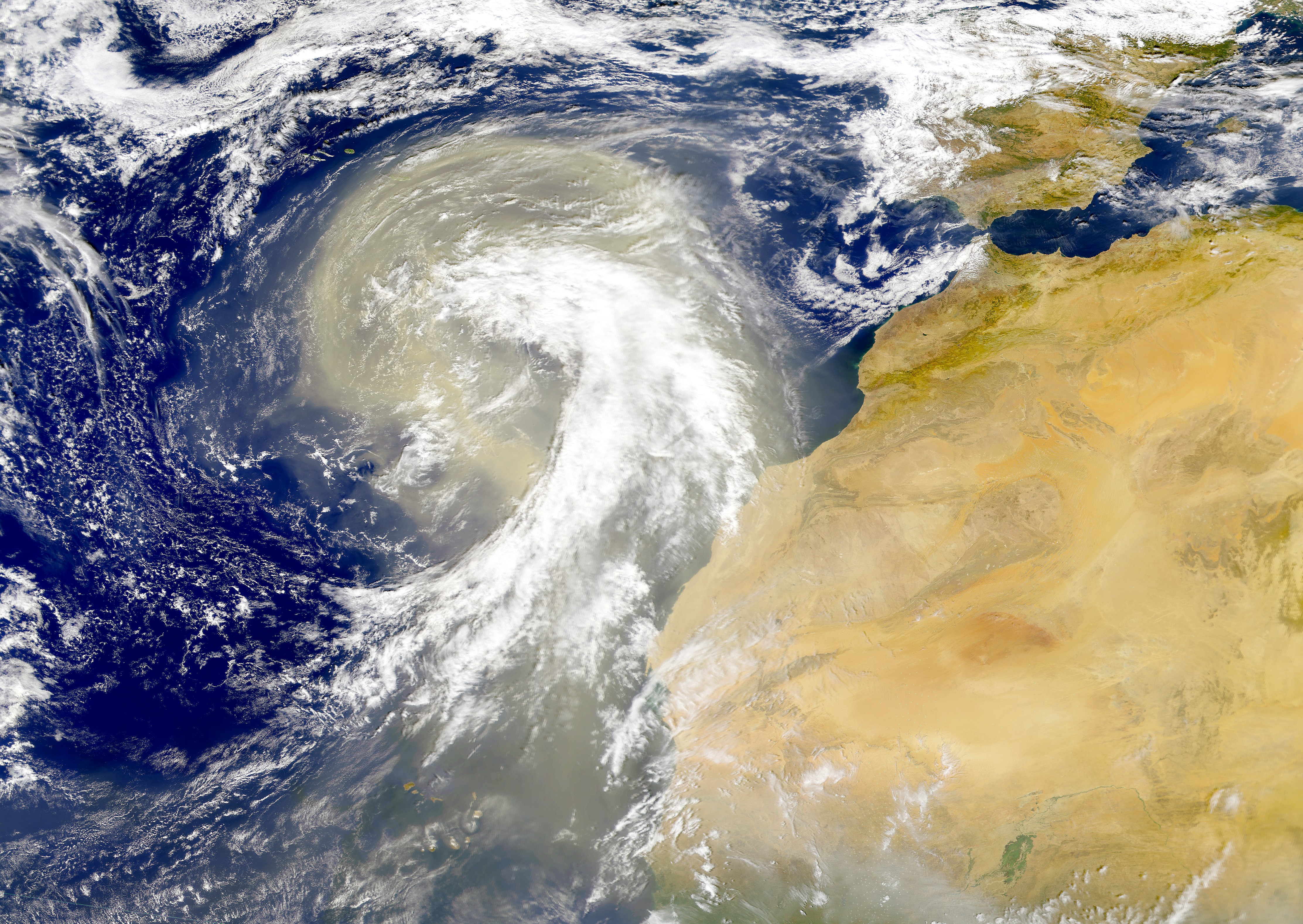
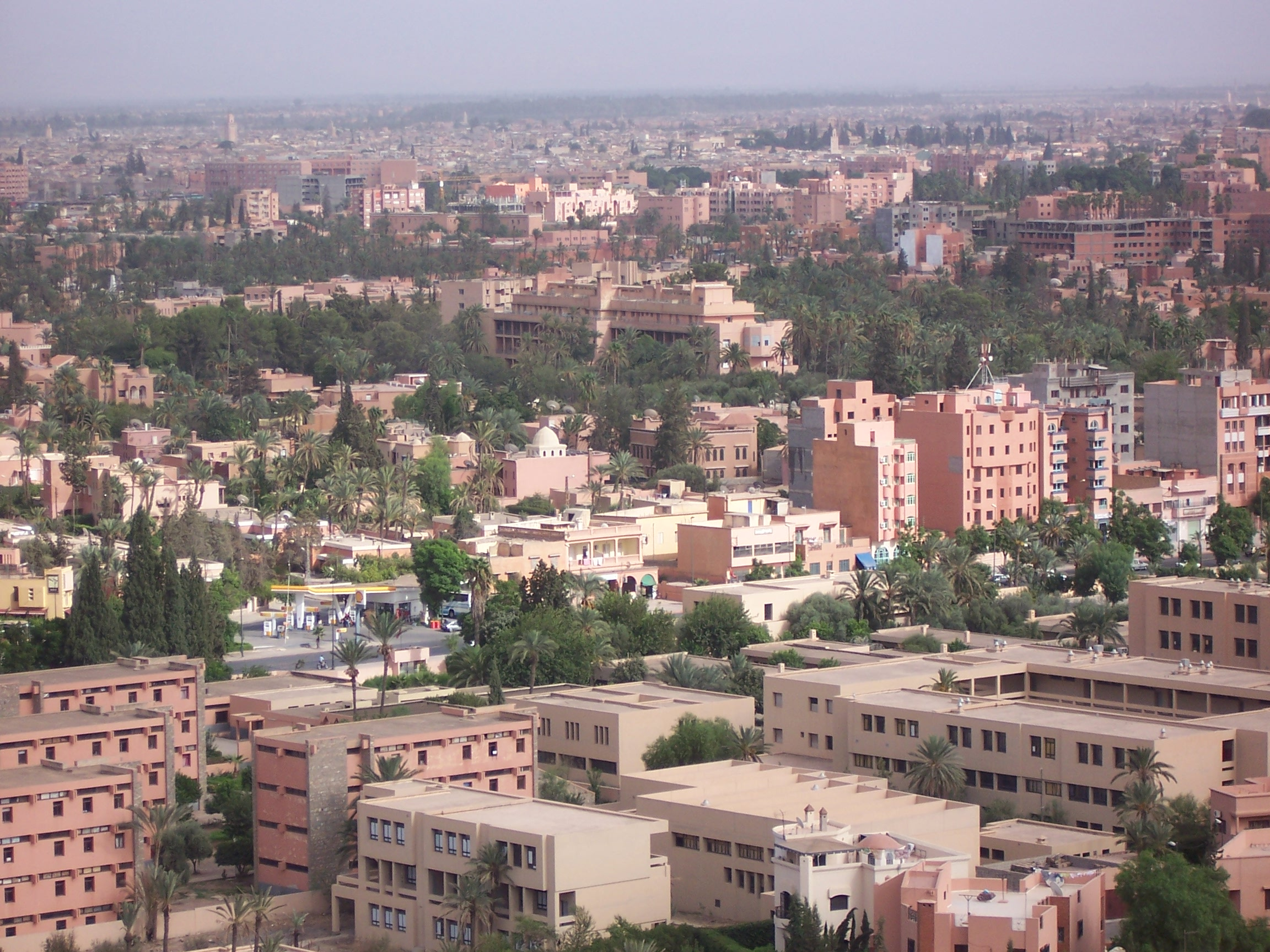
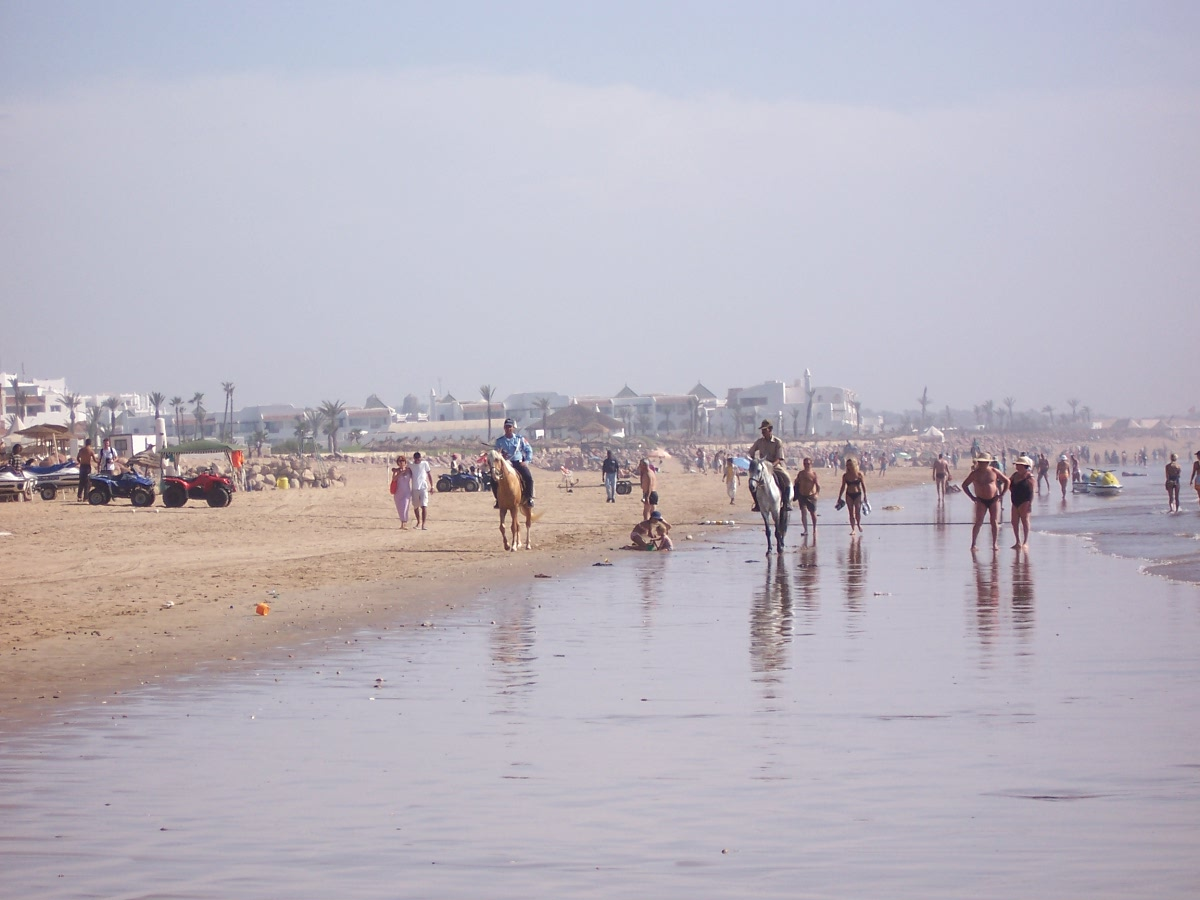
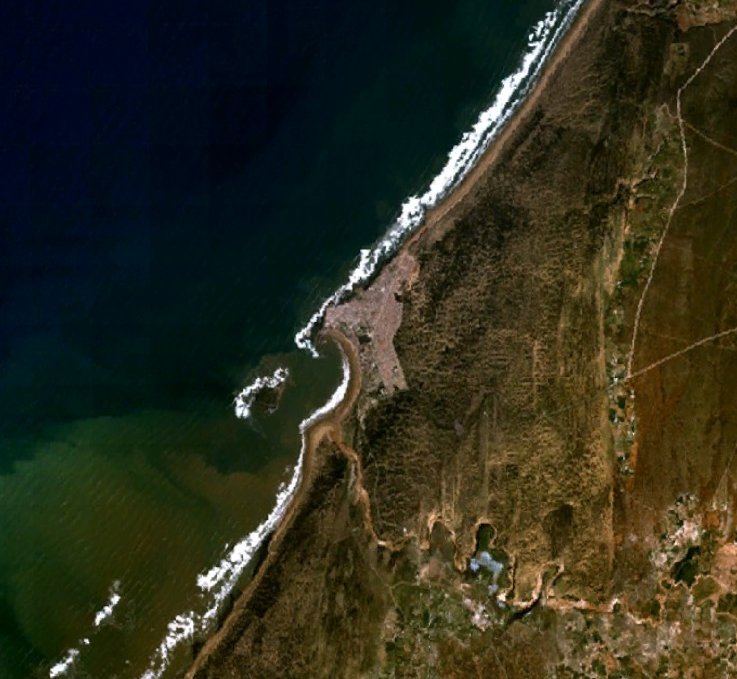
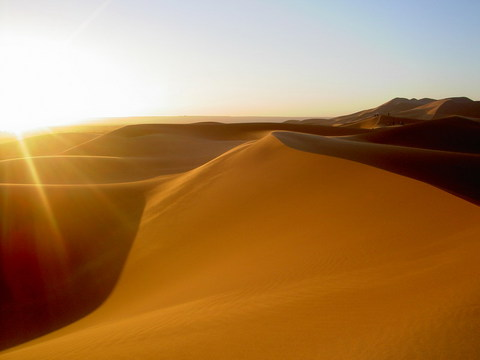